# Močula
Močula (nemško Motschula) je naselje v Občini Suha v Okraju Velikovec na Koroškem v Avstriji.